# 盘溪镇
盘溪镇，是中华人民共和国云南省玉溪市华宁县下辖的一个镇。

## 行政区划
盘溪镇下辖以下地区：
东升社区、下街社区、盘江社区、乐士堂社区、大寨社区、方那社区、九甸村、新村、月红寨村、平坝村、磨沙塘村、各纳甸村、小龙潭村、龙潭营村、法高村、矣得村和富民村。